# Чекмарёв, Владимир Игнатьевич
Влади́мир Игна́тьевич Чекмарёв (род. 1946) — советский, украинский архитектор, заслуженный архитектор Украины, директор ДП «Институт генерального плана г. Киева», лауреат Государственной премии Украины в области архитектуры.

## Биография
Владимир Игнатьевич Чекмарёв родился в 1946 году.

Владимир Игнатьевич — директор ДП «Институт генерального плана г. Киева» АК «Киевпроект», руководитель комплекса работ и главный архитектор проекта Генеральный план г. Киева на период до 2020 года.

## Награды
Владимир Игнатьевич Чекмарёв:
- заслуженный архитектор Украины,
- лауреат государственной премии Украины в области архитектуры.